# カリフォルニア州会議事堂
カリフォルニア州会議事堂（カリフォルニアしゅうかいぎじどう、California State Capitol）は、アメリカ合衆国カリフォルニア州の州都サクラメントに立地する同州議会の議事堂。庁舎はサクラメントのダウンタウン、北をLストリート、南をNストリート、西を10thストリート、および東を15thストリートに囲まれたキャピトル・パークの西側に立地している。庁舎内にはカリフォルニア州議会の上下両院の議場のほか、州知事室が置かれている。
カリフォルニア州会議事堂は1860-74年にかけて、ワシントンD.C.の連邦議会議事堂に倣って新古典主義建築様式で設計・建設された。庁舎および敷地は1973年に国家歴史登録財に指定された。
ファサードは庁舎の西側に設けられており、建物の中央からポルチコが突き出ている。ポルチコの下には7つの御影石のアーチが連なり、上部のポーチを支えている。ポルチコには縦溝の彫られた8本のコリント式の柱が立て並べられている。コーニスに支えられた上部のペディメントには、教育、正義、および鉱業をそれぞれ象徴するものに囲まれたミネルウァが彫られている。欄干が設けられた陸屋根の中央は二重の円筒状に突き出た構造となっており、ドームを支えている。ドームを含めた庁舎の高さは210フィート（64m）である。ドームの上には小型のドームを有するランタンが立っており、その上には球状のフィニアルが据えられている。
| カリフォルニア州議会の本会議場（左: 上院, 右: 下院） |  | カリフォルニア州議会の本会議場（左: 上院, 右: 下院） |
| カリフォルニア州議会の本会議場（左: 上院, 右: 下院） |  |                                                      |

カリフォルニア州上院の本会議場は2階の回廊の先に置かれている。内装は赤色を基調としてまとめられ、天井からはオリジナルのガス灯のシャンデリアを復元した電灯が吊り下げられている。手彫りの施された台座は、コリント式の柱に囲まれた、議長席奥の凹みに置かれている。台座の左右には赤のベルベットのクッションが置かれた席が設けられているが、実際に使われたことは無い。上部のコーニスにはラテン語でSenatoris est civitatis libertatem tueri（人民の自由を守るのは上院議員の務めである）と彫られている。その上部の壁面にはギルバート・ステュアートの娘、ジェーン・スチュアートの手によるジョージ・ワシントンの肖像画が飾られ、鋼鉄製の州章が吊り下げられている。
州下院の本会議場は上院本会議場とは反対側に置かれている。内装は緑色を基調としてまとめられ、台座は壁に対してEの字上に並んでいる。しかしそれ以外は、ほとんど全ての装飾は上院本会議場のものと同様である。